# Setsuwa
Setsuwa (jap. 説話) – japońskie krótkie opowiadania, często anegdotyczne i z morałem, przekazujące zasłyszane zdarzenia niezwykłe, zaskakujące lub zabawne. Do tej formy przekazu zalicza się stare przypowieści, baśnie, legendy, żywoty świątobliwych mężów. Gatunek ten opiera się głównie na ustnych przekazach, które krążyły wśród ograniczonych grup osób, głównie arystokracji i samurajów. Wśród nich można znaleźć niesamowite historie ukazujące uczucia ludzi, ich grzechy i słabostki, którym przypisuje się ważną rolę jako przyczynę pojawiania się duchów. Występujący w nich mnisi, za sprawą siły religii, ratują ludzi oraz tłumaczą niewyjaśnione rzeczy czy też opowiadają o raju i zbawieniu.
Najbardziej znanymi zbiorami setsuwa są Nihon ryōiki („Japońskie zapiski o duchach i dziwach”, 821-822), Konjaku monogatari („Opowieści o dawnych wydarzeniach”, ok. 1120) oraz Uji shūi monogatari („Opowieści zebrane w Uji”, 1213-1219).
Gatunek ten zaczął być wypierany przez otogizōshi na początku XIV wieku.